# Antipsykotikum
Et antipsykotikum (flertal antipsykotika) er, som navnet antyder, et lægemiddel der anvendes til behandling af psykose. Psykose er en tilstand der opstår hos personer med sygdomme som skizofreni, bipolar affektiv lidelse og mani. Antipsykotika blev tidligere kaldt neuroleptika.

## Brug
Antipsykotiske stoffer bruges oftest til at behandle skizofreni, mani og paranoide psykoser, men også til at behandle stort set alle andre psykoser. Antipsykotika kan også bruges som stemningsstabiliserende middel ved stemningsforstyrrelser, såsom bipolar affektiv lidelse, også selvom der ikke er nogle psykotiske symptomer. I nogle tilfælde bruges antipsykotika også til behandling af angst, personlighedsforstyrrelser og resistente neurotiske tilstande med tankemylder, samt (i mindre doser) beroligende.
Antipsykotika helbreder ikke en psykotisk tilstand, men dæmper eller ophæver symptomerne.

## Inddeling
Man inddeler normalt antipsykotika i typiske (1. generation) og atypiske (2. generation), og højdosis, mellemdosis og lavdosis. 

### Typiske
De typiske antipsykotika tilhører 'første generation' af antipsykotiske stoffer. Det første typiske antipsykotikum var chlorpromazin (Thorazine), der kom på markedet først i 1950'erne.
De typiske antipsykotika er normalt ikke førstvalgspræparater længere da de har en del bivirkninger, men har den fordel at det kan gives som depotmedicin. 

### Atypisk
Atypiske antipsykotika tilhører 'anden generation' af de antipsykotika stoffer, hvilket vil sige de præparater, der er blevet udviklet indenfor de seneste 10-20 år. De udgør som regel førstevalg, såfremt man ikke allerede er under medicinsk behandling med et af de typiske antipsykotika. Nogle atypiske antipsykotika har generelt en lidt mere acceptabel bivirkningsprofil end de typiske. De har tilsyneladende færre ekstrapyramidale bivirkninger (EPS), men dog generelt flere metaboliske symptomer end de typiske antipsykotika. Desuden har de atypiske antipsykotika måske en lidt bedre virkning på negative symptomer.

## Historie
Det første antipsykotikum blev udviklet først i 1950'erne, og var chlorpromazin.
I 1990'erne kom der en række nye medikamenter mod psykose, kaldet de "atypiske antipsykotika". Det første atypiske antipsykotikum var clozapin (Leponex).

## Virkning
Den antipsykotiske virkning mener man først og fremmest opstår ved, at signalstoffet dopamin blokeres forskellige steder i hjernen, men især de atypiske antipsykotika blokerer også andre signalstoffer, bl.a. serotonin.
Den antipsykotiske virkning indtræder tidligst 1-2 uger efter behandlingens start, og undertiden først efter 1-2 måneder. Virkningen kan vare flere uger, efter at behandlingen er ophørt. Den søvndyssende virkning indtræder derimod efter et par timer, og forsvinder ofte efter et par ugers behandling.

## Bivirkninger

### Forgiftning med antipsykotika
Bevidsthedsplumring, kramper, ekstrapyramidale og antikolinerge symptomer. Eventuel hypotension og overledningsforstyrrelser. Forgiftningens prognose er langt bedre end ved antidepressiva. Kun symptomatisk behandling, da der ikke er specifikke antidoter.
For højdosis-antipsykotika vil den livstruende dosis være omkring 15 mg/kg.
Hvis man får højdosis-antipsykotika og f.eks. vejer 60 kilo vil en livstruende dosis være omkring 900mg.

Livstruende doser af lavdosis-antipsykotika er højere (set i forhold til de terapeutiske doser) end for de resterende antipsykotika.

## Almindelige antipsykotika

### Typiske antipsykotika
- Chlorpromazin (Thorazine)
- Chlorprothixen (Truxal)
- Flupenthixol (Depixol pg Fluanxol)
- Fluphenazin (Prolixin)
- Haloperidol (Haldol)
- Levomepromazin (Nozinan)
- Mesoridazin
- Perphenazin (Trilafon)
- Pimozid (Orap)
- Prochlorperazin (Compazine)
- Promazin
- Thioridazin (Mellaril)
- Trifluoperazin (Stelazine)
- Thiothixen (Navane)
- Triflupromazin (Vesprin)
- Zuclopenthixol (Cisordinol og Clopixol)

### Atypiske antipsykotika
- Amisulprid (Solian)
- Aripiprazol (Abilify)
- Asenapin (Sycrest)
- Clozapin (Leponex)
- Olanzapin (Zyprexa)
- Paliperidon (Invega)
- Quetiapin (Seroquel)
- Risperidon (Risperdal)
- Sertindol (Serdolect)
- Ziprasidon (Geodon, Zeldox)
- Zotepin (Zoleptil)